# ルドルフ・ゼルキン
ルドルフ・ゼルキン（Rudolf Serkin, 1903年3月28日 - 1991年5月8日）は、ボヘミア・ヘプ出身のユダヤ系ピアニスト。名は"Rudolph"と綴ることもある。20世紀の大ピアニストの一人に数えられている。ヴァイオリニストのアドルフ・ブッシュとの共演で若くして名声を得、ピアノ独奏、室内楽、協奏曲など数々の録音を残した。

## 経歴
1903年、ボヘミアのエーゲル（ヘプ）生まれ。両親はロシア系ユダヤ人。幼少のころにウィーンに移り、ピアノと作曲を学ぶ。作曲の師にはアルノルト・シェーンベルクがいる。1915年、12歳でウィーン交響楽団とメンデルスゾーンのピアノ協奏曲を共演してデビュー。1920年、17歳でヴァイオリニストのアドルフ・ブッシュのデュオ相手に抜擢され、ヨーロッパ各地で演奏活動。この縁により、のちにブッシュの娘イレーネと結婚する。1936年、アルトゥーロ・トスカニーニ指揮ニューヨーク・フィルハーモニックと共演してアメリカ・デビュー。
1939年、ナチスから逃れるためにアメリカに移住、カーティス音楽院で教鞭をとる。1951年、マルセル・モイーズらとともにマールボロ音楽学校と同音楽祭を創設、主宰となる。1978年エルンスト・フォン・ジーメンス音楽賞受賞。1991年、アメリカのギルフォードで死去。

## 演奏と音楽
ドイツ音楽の正当な継承者と目され、モーツァルト、ベートーヴェン、シューベルト、ブラームスなどの解釈で知られている。ドイツ音楽を得意としたゼルキンは、特にベートーヴェン演奏の評価が高かったが、録音には慎重で、コロムビア・レコードからの希望にもかかわらず結局ピアノソナタ全曲の録音を完成させなかった。晩年にはテラークで小澤征爾とのベートーヴェンのピアノ協奏曲や、ドイツ・グラモフォンでクラウディオ・アバドとのモーツァルトのピアノ協奏曲を録音。ゼルキンの古い録音の多くは廃盤となっていたが、生誕100年の2003年にソニー・クラシカルから相当数が復刻されている。また、オルフェオ等からライブ録音が時折発売され、そのなかでも特にラファエル・クーベリックとのベートーヴェンのピアノ協奏曲全集は評価が高い。
ピアニストのピーター・ゼルキンは息子にあたる。ピーターが幼少のころ、ルドルフは良き友人であったカール・ウルリッヒ・シュナーベルにピアノを師事させていた。またピーターがピアニストになってからは、ルドルフは小澤征爾に面倒を見てくれるよう頼み、二人は長い友人づきあいをするようになった。

## 録音・映像
- Rudolf Serkin - The Complete Columbia Album Collection, Sony Classical, 2017年
- ドキュメンタリー"Ozawa" Mayseles brothers film. CBS/Sony., 1989のなかで、小澤征爾とのリハーサルから演奏会までの様子がとらえられている。

## 伝記
- "Rudolf Serkin: A Life" Stephen Lehmann & Marion Faber著, Oxford University press, 2002年